# Apterostigma calverti
Apterostigma calverti é uma espécie de inseto do gênero Apterostigma, pertencente à família Formicidae.